# محمد الأطرش
محمد الأطرش (مواليد 1934) هو اقتصادي سوري وسياسي مستقل، شغل منصب وزير في فترات مختلفة.

## النشأة والتعليم
ولد محمد الأطرش في طرطوس عام 1934. حاصل على البكالوريوس من كلية لندن للاقتصاد. وحاصل على الدكتوراه في الاقتصاد من جامعة لندن.

## حياة مهنية
عمل مستشارا للبنك الدولي. بعد توليه مناصب عامة، بدأ في المشاركة في المناصب الوزارية كسياسي مستقل. وفي الفترة من 1980 إلى 1984 أصبح وزيراً الاقتصاد. واستقال من منصبه بسبب خلافات مع رئيس الوزراء آنذاك عبد الرؤوف الكسم. ثم عين وزيراً للمالية في حكومة مصطفى ميرو الثانية في 13 ديسمبر 2001. وجاء تعيين الأطرش ضمن التعديل الوزاري، ليحل محل محمد خالد المهايني. استمرت ولاية الأطرش حتى 10 سبتمبر 2003 عندما استبدال بمحمد الحسين وزيراً للمالية.